# Шарль-Оґюстен де Сент-Бев
Шарль Оґюсте́н де Сент-Бе́в (фр. Charles Augustin Sainte-Beuve; 23 грудня 1804, Булонь-сюр-Мер — 13 жовтня 1869, Париж) — літературний критик, одна з ключових постатей історії французької літератури, засновник біографічного методу в літературознавстві.

## Ранні роки
Народився в Булоні, де здобув першу освіту, після чого навчався у Collège Charlemagne в Парижі (1824—1827). 1828 року він працював у Лікарні святого Луї. Починаючи з 1824 року почав писати літературні статті до газети Le Globe і 1827 року після рецензії на Odes et ballads Віктора Гюґо він увійшов до літературного кола, яке прагнуло встановити ідеї романтизму та боротися з класичним формалізмом. Сент-Бев подружився з Гюґо після публікації рецензій на твори останнього, втім пізніше він мав роман із дружиною Гюґо Адель Фуше, що призвело до відчуження між літераторами. Коли 1845 року Сент-Бева приймали до Французької академії, урочисту промову з цієї нагоди випало прочитати саме Гюґо.

## Кар'єра
Сент-Бев опублікував збірки поезії та частково автобіографічний роман Volupté 1834 року. Його статті та есеї було зібрано у видання Port-Royal та Portraits littéraires.
Під час революцій 1848 року в Європі він викладав у Льєжі. Він повернувся до Парижа 1849 року і розпочав серію публікацій Causeries du lundi в газеті Le Constitutionnel. Коли Луї Наполеон став імператором, він зробив Сент-Бева професором латинської поезії в Collège de France, проте антиімперіалістично налаштовані студенти освистали його й він подав у відставку.
Помер 13 жовтня 1869 року в Парижі. Похований на цвинтарі Монпарнас.

## Праці
- Tableau de la poésie française au seizième siècle (1828)
- Vie, poésies et pensées de Joseph Delorme (1829)
- Les Consolations (1830) (поезія)
- Volupté (1835) (роман)
- Port-Royal (1840—1859)
- Les Lundis (1851—1872)
- Causeries du lundi, 15 vols. (1851—1862)
- Nouveaux Lundis (1863—1870)